# Global Conquest
Global Conquest est un jeu vidéo de stratégie développé par Ozark Softscape et publié sur PC et Macintosh par Microplay Software en 1992. Le jeu se déroule dans un monde imaginaire dont l’environnement – incluant entre autres des océans, des montagnes et des forêts –  est généré aléatoirement à chaque partie. Les joueurs doivent explorer celui-ci et conquérir les différents territoires qui le composent en gérant leur économie et leur armée. Une partie se joue systématiquement à quatre, les participants pouvant être contrôlé par l’ordinateur. Chaque joueur commence avec au moins une ville, un avion, un espion et un centre de commandement. Prendre le contrôle de nouvelles villes permet au joueur d’accroitre ses revenus lui permettant d’acquérir d’autres types d’unités militaires incluant de l’infanterie, des blindés, des sous-marins ou des porte-avions.

## Accueil
| Global Conquest |      |       |
| Média           | Pays | Notes |
| Dragon Magazine | US   | 4/5   |
| Gen4            | FR   | 75 %  |
| Joystick        | FR   | 95 %  |